# تشارلي كاشمان
تشارلي كاشمان (بالإنجليزية: Charlie Cushman)‏ هو لاعب كرة قاعدة أمريكي، ولد في 25 مايو 1850، وتوفي في 29 يونيو 1909 في ميلواكي في الولايات المتحدة.